# 스텝들쥐
스텝들쥐(학명: Apodemus witherbyi)는 붉은쥐의 일종이다. 조지아와 아르메니아, 아제르바이잔, 이스라엘, 터키, 요르단, 이란, 투르크메니스탄, 파키스탄에서 발견되며, 아프가니스탄과 이라크, 레바논, 시리아에서도 서식하는 것으로 추정된다. 이명 헤르몬산들쥐(A. hermonensis)과 노랑가슴들쥐(A. fulvipectus)를 별도의 종으로 간주하기도 한다.